# 海倫·尼爾森
海倫·尼爾森（英語：Helen Nelson，1991年4月29日—）或稱藝名為欧威亚（英語：Oviya），是一名印度女演员、編劇和模特兒，她主要在馬拉雅拉姆電影和坦米爾電影界工作。知名作品如電影《Kalavani》（2010年）、《瑪莉娜》（2012年）、《Kalakalappu》（2012年）及《Madha Yaanai Koottam》（2013年）。

## 外部連結
- 海倫·尼爾森在互联网电影资料库（IMDb）上的資料（英文）